# Ballard Power Systems
Ballard Power Systems (NASDAQ: BLDP, TSX: BLD) — канадская компания — производитель протон-обменных топливных элементов.

## История
Компания была основана в 1979 году под названием Ballard Research Джефри Баллардом (Geoffrey Ballard). В 1989 году компания сменила наименование на Ballard Power Systems. В 1993 году компания разместила свои акции на бирже Торонто, и в 1995 году получила листинг в NASDAQ.

## Деятельность
Ballard Power разрабатывает, производит, обслуживает топливные элементы на протон-обменной мембране для малых стационарных приложений мощностью от 1 кВт и транспортных приложений: автомобилей, автобусов, складских погрузчиков и т. д., а также различное электрическое оборудование и материалы на основе углеродных волокон.
В ноябре 2007 г. Ballard Power продал своё подразделение по разработке и производству автомобильных водородных топливных элементов компаниями Ford и Daimler AG. Ballard Power, Ford и Daimler AG создадут совместное предприятие по производству водородных топливных элементов для автомобильного транспорта.

## Основная продукция
Ballard Power производит:
- Mark 902 — модуль из топливных элементов для транспортных приложений мощностью 85 кВт.
- Mark9 SSL™ — модуль из топливных элементов для стационарных приложений мощностью от 4 кВт до 21 кВт.
- Nexa® power module — модуль из топливных элементов для стационарных приложений мощностью 1,2 кВт.
- бытовые установки на водородных топливных элементах для производства электроэнергии и тепла мощностью 1 кВт.
- стационарные установки для производства электроэнергии FCgen(R)-1300 мощностью 1,25 МВт[2].

## Применение
Топливные элементы Ballard Power устанавливаются на автобусы Mercedes-Benz Citaro, автомобили Ford, автомобили DaimlerChrysler, складские погрузчики. Топливные элементы Ballard Power устанавливались на первую версию Honda FCX. Автомобили и автобусы на топливных элементах Ballard за 2005 год проехали более 1,2 млн км.
С 2003 по 2006 г. автобусы Mercedes-Benz Citaro с топливными элементами производства Ballard Power проехали более 2 млн км и перевезли 6 млн пассажиров.

## Международное сотрудничество
В Японии компания Ballard с компанией EBARA Corporation создала совместное предприятие Ebara Ballard Corporation. Сотрудничество Ballard и EBARA Corporation прекращено в мае 2009 года.
В Китае Ballard Power совместно с Shanghai Fuel Cell Vehicle Powertrain Co., Ltd. разработают автомобиль на водородных топливных элементах для испытаний в Китае в 2006—2007 годах. В 2006—2007 году Ballard поставил в Китай 20 штук Mark 902 для испытаний на автомобилях.
Mark 902 — четвёртое поколение топливных элементов Ballard. Их мощность (от 10 до 300 кВт) зависит от требований клиента и приложения. Типичная мощность - 85 кВт для пассажирских автомобилей и 300 кВт для автобусов.
Shanghai Fuel Cell Vehicle Powertrain — исследовательская компания, созданная Университетом Тунцзи и компанией SAIC Motor. Компания разработала несколько прототипов автомобилей на топливных элементах.
В США создано партнёрство для разработки гибридного автобуса — водородные топливные элементы/электричество. В партнёрство вошли: GE Global Research (США), Ballard Power, A123 Systems (производитель аккумуляторов и конденсаторов) и Федеральное транспортное агентство США (FTA).

## См.также
Водородная энергетика